# Ivan Steiger
Ivan Steiger (26. ledna 1939 Praha – 14. února 2025) byl český karikaturista, ilustrátor, malíř, spisovatel a režisér, který od roku 1969 žil a působil ve Spolkové republice Německo. Založil také Muzeum hraček na Pražském Hradě a v Mnichově. V roce 2020 přesídlil zpět do Prahy.

## Mládí
Narodil se v Praze, kde vyrůstal v Petrské čtvrti. V knize Mýtus zvaný Stínadla barvitě vzpomíná, jak patřil k tzv. „Petrákům“, tj. klukům z okolí Petrského náměstí, s nimiž vedl velké klukovské války proti klukům z oblasti Na Františku. Tyto dva světy rozdělené po několik klukovských generací inspirovaly kdysi spisovatele Jaroslava Foglara k sepsání jeho stínadelských románů o Vontech a klucích z „Druhé strany“.

## Profesní působení
Od roku 1958 studoval na FAMU dramaturgii a scenáristiku a psal básně a povídky. Od roku 1961 začal pravidelně kreslit pro Literární noviny a jeho kresby se začaly objevovat i v zahraničních časopisech a novinách. Jeho kresba pařezu, z něhož vyrůstá malá květinka, se stala ve světě jedním ze symbolů okupace. Roku 1969 odešel do Mnichova, kreslil pro Süddeutsche Zeitung a od roku 1972 pravidelně pro Frankfurter Allgemeine Zeitung, kde do roku 2011 uveřejnil 9000 kreseb. Jeho drobné a prosté kresby, které vybízejí k přemýšlení, se objevily v mnoha světových novinách, v Evropě i v USA.
Steiger byl kromě Süddeutsche Zeitung kreslířem Abendzeitung, Twen a tuctu dalších západoevropských a amerických novin a časopisů. Dlouhodobě spolupracoval s Chicago Tribune Magazine, The Christian Science Monitor, Daily Mirror, Die Welt, Die Weltwoche, Los Angeles Herald Examiner. Jeho kresby se objevovaly i na prvních stránkách londýnských The Times a pařížského Le Figaro. V poslední době byl především stálým karikaturistou deníků Frankfurter Allgemeine Zeitung a turínské La Stampa. Pravidelně přispíval také do týdeníku Reflex.
Mezi jeho nejvýznamnější díla patří soubor kreslených ilustrací k Bibli. Ilustroval knihy Oty Filipa, Karla Kryla a několik sbírek vtipů a anekdot. Sbírku anekdot o Rádiu Jerevan také sám napsal. Jako autor i režisér realizoval 27 krátkých i hraných filmů a v posledních letech maloval také obrazy.
Roku 2009 byl tento karikaturista, který „nekreslí dlouhé nosy a bradavice“, vyznamenán Záslužným křížem Spolkové republiky a medailí Za zásluhy.

## Sběratel hraček
Po roce 1980 se začal zabývat sbíráním dětských hraček, roku 1983 otevřel muzeum hraček v Mnichově a od roku 1994 je jeho sbírka hraček, jedna z největších na světě, vystavena v Muzeu hraček v budově Nejvyššího purkrabství na Pražském hradě.

## Rodina
Manželkou Ivana Steigera byla Eva Steigerová (24. září 1944 – 28. dubna 2019), s níž měl dcery Helenu a Johannu. Měl 5 vnoučat – Davida, Julii, Evu, Lukase a Annu.